# Гутмансхаузен
Гутмансхаузен (нем. Guthmannshausen) — община в Германии, в земле Тюрингия.
Входит в состав района Зёммерда. Подчиняется управлению Буттштедт. Население составляет 819 человек (на 31 декабря 2010 года). Занимает площадь 10,04 км².